# Zgórzyńskie
Zgórzyńskie – wieś w Polsce, położona w województwie lubelskim, w powiecie puławskim, w gminie Wąwolnica. 
Wieś stanowi sołectwo gminy Wąwolnica. Według Narodowego Spisu Powszechnego z roku 2011 wieś liczyła 63 mieszkańców.
| SIMC    | Nazwa    | Rodzaj    |
| ------- | -------- | --------- |
| 0999297 | Sieraków | część wsi |

W latach 1975–1998 wieś należała administracyjnie do ówczesnego województwa lubelskiego.
Wierni Kościoła rzymskokatolickiego należą do parafii św. Wojciecha w Wąwolnicy.